# I corvi neri
I corvi neri (in arabo غرابيب سود‎?, al-Gharabeeb al-Soud ed in inglese: Black Crows) è una serie televisiva saudita del 2017.

## Trama
Un gruppo di infiltrati che lottano contro l'organizzazione dello Stato Islamico.

## Episodi
| nº | Titolo originale | Titolo italiano | Pubblicazione originale | Pubblicazione Italia |
| -- | ---------------- | --------------- | ----------------------- | -------------------- |
| 1  | 1 حلقة           | Episodio 01     | 2020                    | 2021                 |
| 2  | 2 حلقة           | Episodio 02     | 2020                    | 2021                 |
| 3  | 3 حلقة           | Episodio 03     | 2020                    | 2021                 |
| 4  | 4 حلقة           | Episodio 04     | 2020                    | 2021                 |
| 5  | 5 حلقة           | Episodio 05     | 2020                    | 2021                 |
| 6  | 6 حلقة           | Episodio 06     | 2020                    | 2021                 |
| 7  | 7 حلقة           | Episodio 07     | 2020                    | 2021                 |
| 8  | 8 حلقة           | Episodio 08     | 2020                    | 2021                 |
| 9  | 9 حلقة           | Episodio 09     | 2020                    | 2021                 |
| 10 | 10 حلقة          | Episodio 10     | 2020                    | 2021                 |
| 11 | 11 حلقة          | Episodio 11     | 2020                    | 2021                 |
| 12 | 12 حلقة          | Episodio 12     | 2020                    | 2021                 |
| 13 | 13 حلقة          | Episodio 13     | 2020                    | 2021                 |
| 14 | 14 حلقة          | Episodio 14     | 2020                    | 2021                 |
| 15 | 15 حلقة          | Episodio 15     | 2020                    | 2021                 |
| 16 | 16 حلقة          | Episodio 16     | 2020                    | 2021                 |
| 17 | 17 حلقة          | Episodio 17     | 2020                    | 2021                 |
| 18 | 18 حلقة          | Episodio 18     | 2020                    | 2021                 |
| 19 | 19 حلقة          | Episodio 19     | 2020                    | 2021                 |
| 20 | 20 حلقة          | Episodio 20     | 2020                    | 2021                 |
| 21 | 21 حلقة          | Episodio 21     | 2020                    | 2021                 |
| 22 | 22 حلقة          | Episodio 22     | 2020                    | 2021                 |
| 23 | 23 حلقة          | Episodio 23     | 2020                    | 2021                 |
| 24 | 24 حلقة          | Episodio 24     | 2020                    | 2021                 |
| 25 | 25 حلقة          | Episodio 25     | 2020                    | 2021                 |
| 26 | 26 حلقة          | Episodio 26     | 2020                    | 2021                 |
| 27 | 27 حلقة          | Episodio 27     | 2020                    | 2021                 |
| 28 | 28 حلقة          | Episodio 28     | 2020                    | 2021                 |
| 29 | 29 حلقة          | Episodio 29     | 2020                    | 2021                 |
| 30 | 30 حلقة          | Episodio 30     | 2020                    | 2021                 |